# 元遥
元 遥（げん よう、467年 - 517年）は、北魏の皇族。字は太原。

## 経歴
京兆王拓跋子推の次男として生まれた。員外散騎常侍・武衛将軍の位を受けた。北中郎将・侍中に転じた。太和年間、左衛将軍となった。孝文帝の南征に従い、饒陽県男の爵位を受けた。景明初年、平西将軍・涇州刺史に任じられた。まもなく召還されて七兵尚書となり、さらに中領軍となった。鎮軍将軍・冀州刺史として出向し、入朝して護軍に任じられ、右光禄大夫の位を加えられた。延昌年間、征南大将軍・都督南征諸軍事となって南朝梁を討った。
515年（延昌4年）6月、冀州の沙門の法慶が勃海郡の李帰伯と結んで反乱を起こした（大乗の乱）。李帰伯は十住菩薩・平魔軍司・定漢王と称し、法慶は自ら大乗と号した。法慶らは阜城県令を殺し、勃海郡を落とし、官吏を殺害した。冀州刺史の蕭宝寅が長史の崔伯驎を派遣してこれを討たせたが、煮棗城で敗れて崔伯驎は戦没した。7月、元遥は征北大将軍・都督北征諸軍事に任じられ、10万の兵を率いて法慶を討伐した。反乱軍を撃破すると、輔国将軍の張虯らに追撃させ、法慶と妻の尼の恵暉らを斬り、首級を洛陽に送った。後に李帰伯も捕らえられて洛陽の市で処刑された。
517年（熙平2年）9月2日、死去した。享年は51。諡は宣公といった。

## 伝記資料
- 『魏書』巻19上 列伝第7上
- 『北史』巻17 列伝第5
- 元遥墓誌